# Kryoterapi
Kryoterapi (af græsk kryo (κρυο) og terapi (θεραπεια) som tilsammen betyder koldkur) er brugen af kulde på et lokalt område eller kroppen generelt som medicinsk terapi. Kryoterapiens mål er at reducere stofskifte, hævelser, spasmer og smerter eller at fremhæve sammentrækning af blodkar via lave temperaturer og ved ekstremt lave temperaturer at ødelægge celler ved krystallisering af deres intracellulær væske.
Kryoterapi dækker over flere typer terapi som kryokirurgi, helkropskryoterapi, ispakketerapi og isbad. Kryokirurgi og ispakketerapi anvendes ofte af henholdsvis læger og sportsudøvere. Helkropskryoterapi har indtil nu ingen evidens for dets påståede effekter.

## Kryokirurgi
Kryokirurgi er anvendelse af ekstrem kulde til at ødelægge abnormt eller sygt væv. Anvendelsen af ekstremt koldt væske giver dannelse af iskrystaller inde i cellerne hvilket skader det behandlede væv. Graden af skade afhænger af den laveste temperatur anvendt og hvor hurtigt der køles.
Kryokirurgi bliver brugt til at behandle flere sygdomme, særligt hudsygdomme som vorter, modermærker, Acrochordon og solkeratoser. Flydende nitrogen bruges typisk til at fryse vævet på celleniveau. Behandling bruges hyppigt og er relativt nem og hurtig, kan udføres hos lægen og menes at have lav risiko.[kilde mangler] Hvis en skade mistænkes for kræft, kan bortskæring vælges fremfor kryoterapi.

## Ispakketerapi
Ispakketerapi er en behandling hvor noget koldt, eksempelvis en ispose, holdes mod et skadet område af kroppen. Selvom denne terapi er meget udbredt, og generelt er anset for at bedre symptomer, har tests givet uoverensstemmende resultater for dens effektivitet. Nedkølingen sænker blodtilførslen til det kølede område, dog hurtigst i starten af køleperioden.
Ispakketerapi anvendes typisk ikke lige inden fysisk aktivitet på grund af dets kendte negative påvirkning af præstationen. Hvis ispakketerapi kun anvendes i under 10 minutter påvirkes præstationen ikke.

## Helkropskryoterapi
Det er uvist om helkropskryosterapi påvirker muskelømhed eller restituering efter motion. Der er ingen evidens for at helkropskryosterapi effektivt behandler Alzheimers, fibromyalgi, migræne, leddegigt, multipel sklerose, stress, angst, eller kroniske smerter.
Behandlingen består af at udsætte patienten for ekstremt koldt luft, under -100 °C, i to til fire minutter. For at nå de lave temperaturer bruges typisk flydende nitrogen og nedkølet koldt luft. Under behandlingen har personerne minimalt tøj på, hvilket normalt består af shorts eller shorts og en top. Handsker, pandebånd og en maske for næse og mund, sammen med sko og sokker, anvendes ofte for at sænke risikoen for kuldeskader. Det første kammer til helkropskryoterapi blev bygget i Japan sidst i 1970'erne og blev introduceret til Europa i 1980'erne.

## Bivirkninger
Undersøgelser af helkropskryoterapi har efterspurgt aktiv overvågning af opståede bivirkninger, da de mistænkes for at være underrapporterede. Hvis de kolde temperaturer opnås ved at fordampe flydende nitrogen, er der risiko for forfrysninger og eventuelt kvælning på grund af lavt iltindhold i luften.